# WTA-toernooi van Nashville
Het WTA-toernooi van Nashville is een voormalig tennistoernooi voor vrouwen dat tussen 1971 en 1991 ongeregeld plaatsvond in de Amerikaanse stad Nashville (Tennessee). Eén keer (in 1971) was Chattanooga de plaats van handeling. In de periode 1988 tot en met 1991 werd het toernooi gespeeld op de Maryland Farms Racquet and Country Club in Brentwood, 17 km ten zuiden van Nashville.
De WTA organiseerde het toernooi, dat laatstelijk in de categorie "Tier IV" viel en werd gespeeld op hardcourt-binnenbanen. De officiële naam van het toernooi was meestal Virginia Slims of Nashville.
Er werd door 32 deelneemsters per jaar gestreden om de titel in het enkelspel, en door 16 paren om de dubbelspeltitel. Aan het kwalificatietoernooi voor het enkelspel namen 32 speelsters deel, met vier plaatsen in het hoofdtoernooi te vergeven.

## Officiële namen
| 1971      | Virginia Slims of Nashville |
| 1973      | Commerce Union Bank Classic |
| 1981–1982 | Avon Futures of Nashville   |
| 1983–1991 | Virginia Slims of Nashville |

## Enkel- en dubbelspeltitel in één jaar
| speelster        | in het jaar |
| ---------------- | ----------- |
| Billie Jean King | 1971        |

## Finales

### Enkelspel
| Datum      | Naam                        | Cat.          | ($)           | Ondergrond        | Winnares          | Verliezend finaliste | Uitslag       |               |
| ---------- | --------------------------- | ------------- | ------------- | ----------------- | ----------------- | -------------------- | ------------- | ------------- |
| 1971-02-04 | VS of Nashville             |               | 12.500        | binnen            | Billie Jean King  | Ann Haydon-Jones     | 6-4, 6-1      | details       |
| 1972       | geen toernooi               | geen toernooi | geen toernooi | geen toernooi     | geen toernooi     | geen toernooi        | geen toernooi | geen toernooi |
| 1973-08-06 | Commerce Union Bank Classic |               | 35.000        | gravel, buiten    | Margaret Court    | Billie Jean King     | 6-3, 4-6, 6-2 | details       |
| 1974–1980  | geen toernooi               | geen toernooi | geen toernooi | geen toernooi     | geen toernooi     | geen toernooi        | geen toernooi | geen toernooi |
| 1981-02-16 | Avon Futures of Nashville   |               | 30.000        | tapijt, binnen    | Susan Leo         | Kim Sands            | 7-6, 6-3      | details       |
| 1982-02-15 | Avon Futures of Nashville   |               | 40.000        | tapijt, binnen    | Eva Pfaff         | Leigh-Anne Thompson  | 6-3, 7-5      | details       |
| 1983-02-28 | VS of Nashville             |               | 50.000        | tapijt, binnen    | Kathleen Horvath  | Marcela Skuherská    | 6-4, 6-3      | details       |
| 1984-01-02 | VS of Nashville             |               | 50.000        | hardcourt, binnen | Jenny Klitch      | Pam Teeguarden       | 6-2, 6-1      | details       |
| 1985–1987  | geen toernooi               | geen toernooi | geen toernooi | geen toernooi     | geen toernooi     | geen toernooi        | geen toernooi | geen toernooi |
| 1988-10-17 | VS of Nashville             | Tier V        | 100.000       | hardcourt, binnen | Susan Sloane      | Beverly Bowes        | 6-3, 6-2      | details       |
| 1989-11-06 | VS of Nashville             | Tier V        | 100.000       | hardcourt, binnen | Leila Meschi      | Helen Kelesi         | 6-2, 6-3      | details       |
| 1990-10-29 | VS of Nashville             | Tier IV       | 150.000       | hardcourt, binnen | Natalia Medvedeva | Susan Sloane         | 6-3, 7-6      | details       |
| 1991-11-04 | VS of Nashville             | Tier IV       | 150.000       | hardcourt, binnen | Sabine Appelmans  | Katrina Adams        | 6-2, 6-4      | details       |

### Dubbelspel
| Datum      | Naam                        | Cat.          | ($)           | Ondergrond        | Winnaressen                           | Verliezend finalistes           | Uitslag       |               |
| ---------- | --------------------------- | ------------- | ------------- | ----------------- | ------------------------------------- | ------------------------------- | ------------- | ------------- |
| 1971-02-04 | VS of Nashville             |               | 12.500        | binnen            | Rosie Casals Billie Jean King         | Françoise Dürr Ann Haydon-Jones | 6-4, 7-5      | details       |
| 1972       | geen toernooi               | geen toernooi | geen toernooi | geen toernooi     | geen toernooi                         | geen toernooi                   | geen toernooi | geen toernooi |
| 1973-08-06 | Commerce Union Bank Classic |               | 35.000        | gravel, buiten    | Françoise Dürr Betty Stöve            | Karen Krantzcke Janet Newberry  | 6-4, 6-7, 6-1 | details       |
| 1974–1980  | geen toernooi               | geen toernooi | geen toernooi | geen toernooi     | geen toernooi                         | geen toernooi                   | geen toernooi | geen toernooi |
| 1981-02-16 | Avon Futures of Nashville   |               | 30.000        | tapijt, binnen    | Marcella Mesker Christiane Jolissaint | Marjorie Blackwood Susan Leo    | 6-3, 6-3      | details       |
| 1982-02-15 | Avon Futures of Nashville   |               | 40.000        | tapijt, binnen    | Chris O'Neil Mimmi Wikstedt           | Sheila McInerney Jane Preyer    | 6-4, 7-6      | details       |
| 1983-02-28 | VS of Nashville             |               | 50.000        | tapijt, binnen    | Rosalyn Fairbank Candy Reynolds       | Alycia Moulton Paula Smith      | 6-4, 7-6      | details       |
| 1984-01-02 | VS of Nashville             |               | 50.000        | hardcourt, binnen | Sherry Acker Candy Reynolds           | Mary-Lou Piatek Paula Smith     | 5-7, 7-6, 7-6 | details       |
| 1985–1987  | geen toernooi               | geen toernooi | geen toernooi | geen toernooi     | geen toernooi                         | geen toernooi                   | geen toernooi | geen toernooi |
| 1988-10-17 | VS of Nashville             | Tier V        | 100.000       | hardcourt, binnen | Jenny Byrne Janine Thompson           | Elise Burgin Rosalyn Fairbank   | 7-5, 6-7, 6-4 | details       |
| 1989-11-06 | VS of Nashville             | Tier V        | 100.000       | hardcourt, binnen | Manon Bollegraf Meredith McGrath      | Natalia Medvedeva Leila Meschi  | 1-6, 7-6, 7-6 | details       |
| 1990-10-29 | VS of Nashville             | Tier IV       | 150.000       | hardcourt, binnen | Kathy Jordan Larisa Savtsjenko        | Brenda Schultz Caroline Vis     | 6-1, 6-2      | details       |
| 1991-11-04 | VS of Nashville             | Tier IV       | 150.000       | hardcourt, binnen | Sandy Collins Elna Reinach            | Yayuk Basuki Caroline Vis       | 5-7, 6-4, 7-6 | details       |